# A torontói ember
A torontói ember (eredeti cím: The Man from Toronto) 2022-ben bemutatott amerikai akció filmvígjáték Patrick Hughes rendezésében. A főszerepben Kevin Hart és Woody Harrelson látható, a mellékszerepeket pedig Kaley Cuoco, Jasmine Mathews, Lela Loren, Pierson Fodé, Jencarlos Canela és Ellen Barkin alakítják.
A film eredetileg a mozikban jelent volna meg, de a forgalmazási jogokat végül eladták a Netflixnek, ahol 2022. június 24-én jelent meg. Általánosságban negatív véleményeket kapott a kritikusoktól.

## Rövid történet
A világ leghalálosabb bérgyilkosa és New York legnagyobb balfékje összetévesztik egymást egy Airbnb-bérleményben.

## Szereplők
| Szerep         | Színész          | Magyar hang            |
| -------------- | ---------------- | ---------------------- |
| Teddy Sanders  | Kevin Hart       | Csőre Gábor            |
| Torontói ember | Woody Harrelson  | Stohl András           |
| Anne           | Kaley Cuoco      | Mezei Kitty            |
| Lori Sanders   | Jasmine Mathews  | Nemes Takách Kata      |
| Daniela Marin  | Lela Loren       | Nádasi Veronika        |
| Miami ember    | Pierson Fodé     | Makranczi Zalán        |
| Santoro ügynök | Jencarlos Canela | Horváth-Töreki Gergely |
| Az összekötő   | Ellen Barkin     | Kiss Mari              |

## A film készítése
2020 januárjában jelentették be, hogy Patrick Hughes fogja rendezni Robbie Fox A torontói ember című forgatókönyvét, a főszerepben Jason Statham és Kevin Hart lesz látható; producerei Jason Blumenthal, Todd Black, Bill Bannerman és Steve Tisch, forgalmazója az Escape Artists és a Sony Pictures. Márciusban Statham hat héttel a forgatás előtt váratlanul kiszállt a projektből, miután összeütközésbe került a producerekkel a film hangvétele és minősítése miatt. Helyét Woody Harrelson vette át. Kaley Cuoco áprilisban, Pierson Fodé pedig májusban csatlakozott a stábhoz. Jasmine Mathews, Ellen Barkin, Lela Loren és Tomohisa Yamashita októberben csatlakoztak. A forgatás 2020 áprilisában kezdődött volna Atlantában, de márciusban a COVID-19 világjárvány miatt leállították a gyártást. A forgatás 2020. október 12-én kezdődött Toronto környékén. Az operatőr Rob Hardy volt. Az utómunkálatok során a film zenéjét Ramin Djawadi szerezte.

## Bemutató
A torontói ember 2022. június 24-én jelent meg a Netflixen.
A film eredetileg 2020. november 20-án került volna a Sony Pictures Releasing forgalmazásában a mozikba. 2020. április 24-én a dátumot 2021. szeptember 17-re csúsztatták, mivel a COVID-19 világjárvány miatt elhúzódott a film forgatása. 2021 márciusában levették a műsortervről. 2021 áprilisában a filmet átütemezték, és 2022. január 14-én került volna a mozikba. 2021 novemberében ismét elhalasztották 2022. augusztus 12-re. 2022. augusztus 12-én a Netflix szerződést kötött a Sony Pictures-szel a közelgő filmeknek. 2022 áprilisában a Sony eladta a film forgalmazási jogait a Netflixnek, amely világszerte forgalmazza a filmet, kivéve Kínát, ahol a Sony forgalmazta volna.